# Duo Tal & Groethuysen

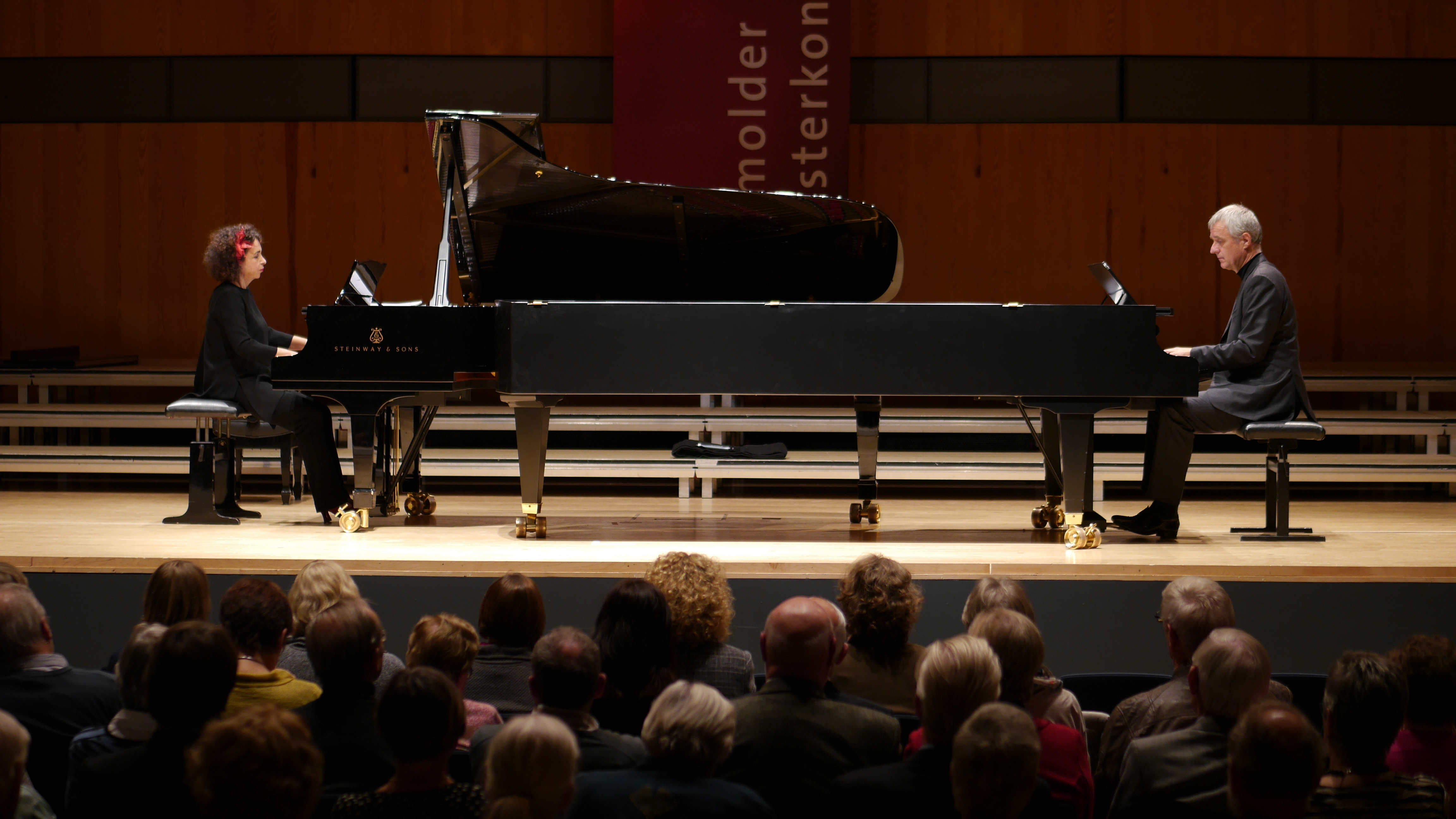
Duo Tal & Groethuysen (2016)

Als Duo Tal & Groethuysen gehören  die israelische Pianistin Yaara Tal (* 27. Februar 1955 in Kfar Saba) und der deutsche Pianist Andreas Groethuysen (* 2. September 1956 in München) international zu den bekanntesten Klavierduos der Gegenwart.

## Biografie

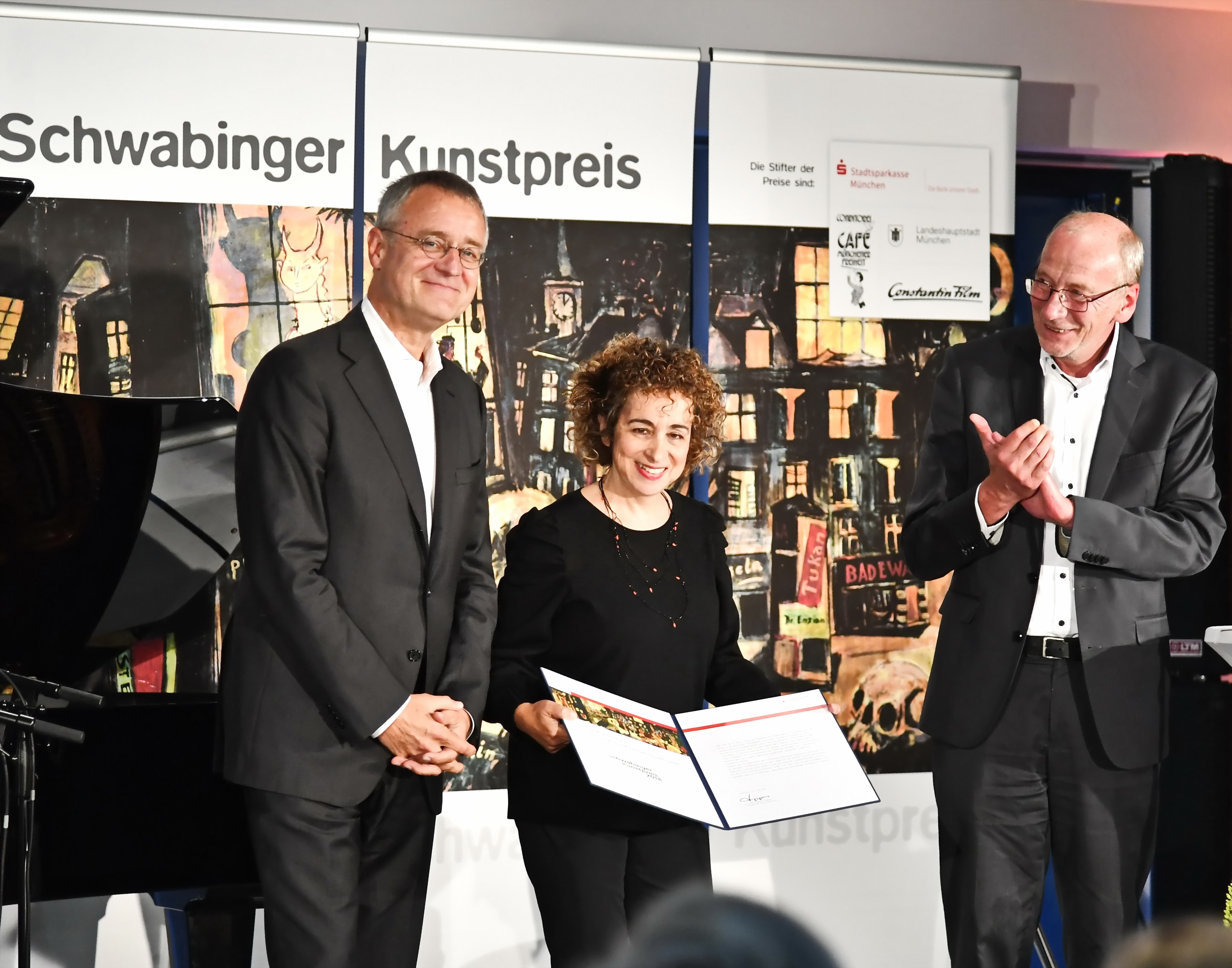
Duo Tal & Groethuysen, Schwabinger Kunstpreis 2018

Yaara Tal erhielt ihre Ausbildung in Israel bei Ilona Vincze und Arie Vardi, bevor sie nach Deutschland ging, um ihre Studien bei Hugo Steurer und Ludwig Hoffmann abzuschließen. Andreas Groethuysen, Sohn von Herbert Groethuysen, studierte bei Ludwig Hoffmann und in London bei Peter Feuchtwanger.
Seit 1985 treten die beiden weltweit als Klavierduo auf und konnten sich seitdem in den wichtigsten Zentren des Musiklebens (z. B. Concertgebouw Amsterdam, Philharmonie Berlin, Teatro alla Scala, Tonhalle Zürich) und bei renommierten Festivals (etwa Klavierfestival Ruhr, Piano-Festival La Roque d´Anthéron, Salzburger Festspiele, Lucerne Festival) etablieren.
Daneben haben sie sich auch durch zahlreiche CD-Produktionen international einen Namen gemacht. Bei dem Label Sony Classical veröffentlichten sie seit Ende der 1980er-Jahre nicht nur Aufnahmen mit zentralen Werken der Klavierduo-Literatur, sondern widmeten sich auch unbekannteren Komponisten. Für ihre Aufnahmen erhielten sie zahlreiche Preise, darunter neunmal den Preis der Deutschen Schallplattenkritik, fünfmal den Echo Klassik und den Cannes Classical Award. 2018 erhielten sie den Schwabinger Kunstpreis.
Seit dem Wintersemester 2014 unterrichtet das Duo am Mozarteum in Salzburg.

## Diskografie
- Eberl - Dussek, Beethoven’s World, Concertos for 2 Pianos, Duo Tal & Groethuysen 2020
- Reinhard Febel, 18 Studien nach Johann Sebastian Bach Kunst der Fugen, Yaara Tal 2020
- Clara Schumann, Love? Homage to Clara Schumann, Yaara Tal und Freunde 2019
- Karol Rathaus, Konzert für Klavier und Orchester op. 45, Yaara Tal 2019
- Franz Xaver Mozart, Frédéric Chopin – Polonaise, Yaara Tal 2017
- Claude Debussy, Richard Strauss – COLORS, Tal & Groethuysen 2017
- The Art of Tal & Groethuysen BOX – 10 CDs 2016
- Claude Debussy, Reynaldo Hahn – 1915 2015
- Joseph Haydn – Seven Last Words, Yaara Tal 2014
- Gioachino Rossini – Petite Messe Solennelle, Duo Tal & Groethuysen 2014
- Mozart & Czerny – Concertos for two Pianists and Orchestra, Duo Tal & Groethuysen 2014
- Richard Wagner – Götterdämmerung, Duo Tal & Groethuysen 2013
- DIE ZEIT – Genuss-Edition Klavier [Box-Set], Duo Tal & Groethuysen 2012
- Vaughan Williams – Concerto for Two Pianos & Orchestra, Duo Tal & Groethuysen 2012 – Echo-Preis der Deutschen Phono Akademie 2013
- Romantic Piano Music – for Four Hands [Box-Set], Duo Tal & Groethuysen Juni 2012
- Antonín Dvořák – Slawische Tänze op. 46, op. 72, Duo Tal & Groethuysen 2011
- Brahms – Klavierkonzerte Nr. 1, Schubert – 20 Ländler, Arranged for Piano 4 Hands by Brahms, Duo Tal & Groethuysen 2011
- Francis Poulenc – Concerto, Duo Tal & Groethuysen 2010
- Johann Sebastian Bach – Goldberg-Variationen: Fassung für zwei Klaviere von Joseph Rheinberger und Max Reger 2009
- Mendelssohn for 4 Hands – Octet Op. 20 & Symphony No. 1 Op. 11, Duo Tal & Groethuysen 2009
- Johannes Brahms, Reinhard Febel, Max Reger – Choral préludes – Preis der Deutschen Schallplatten Kritik 2008
- Wolfgang Amadeus Mozart – Sämtliche Werke für 2 Pianisten (3 Vol.)- Echo-Preis der Deutschen Phono Akademie 2005 und 2007
- Max Reger – Suite Op. 16 / Six Pieces Op. 94 – Preis der Deutschen Schallplatten Kritik 2004
- Robert Schumann, Johannes Brahms – Inspiration & Adoration – Werke für Klavier zu 4 Händen 2003
- Children’s Corner – Vierhändige Klavierwerke von Georges Bizet, Jean Françaix, Ottorino Respighi, Walter Gieseking, Joseph Dichler 2002 – Preis der Deutschen Schallplatten Kritik 2002
- Charles Koechlin – Werke für Klavier zu 4 Händen – Echo-Preis der Deutschen Phono Akademie 2001
- Richard Wagner – Transkriptionen für Klavier zu vier Händen 1997
- Franz Schubert – Sämtliche Werke für Klavier zu vier Händen (7 Vol.) 1994 – Echo-Preis der Deutschen Phono Akademie 1997 – Cannes Classical Award 1998
- Louis Théodore Gouvy 1994 – Werke für Klavier zu 4 Händen – Preis der Deutschen Schallplatten Kritik 1994
- Johannes Brahms – Ungarische Tänze, Walzer 1992
- Felix Mendelssohn Bartholdy – Klaviermusik zu 4 Händen 1992 – Preis der Deutschen Schallplatten Kritik 1993
- Max Reger – Klaviermusik vierhändig 1992 – Preis der Deutschen Schallplatten Kritik 1992
- Antonín Dvořák, Anton Rubinstein, Sergej Rachmaninoff 1992 – Werke für Klavier zu 4 Händen 1992
- Carl Czerny – Werke für Klavier zu 4 Händen 1991 – Preis der Deutschen Schallplatten Kritik 1992
- Johann Nepomuk Hummel – Werke für Klavier zu 4 Händen – Label: Koch/Schwann 1988